# Obereopsis bicolor
Obereopsis bicolor là một loài bọ cánh cứng trong họ Cerambycidae.